# Cerianthula mediterranea
Espèce
Cerianthula mediterranea est une espèce de cnidaires de la famille des Botrucnidiferidae.

## Systématique
Le nom valide complet (avec auteur) de ce taxon est Cerianthula mediterranea Beneden, 1897.